# Waterstoftelluride
Waterstoftelluride is een anorganische verbinding van waterstof met telluur en heeft als brutoformule H2Te. Het is een kleurloos toxisch en licht ontvlambaar gas, dat matig tot goed oplosbaar is in water. Het is een onstabiel zwak tweeprotisch zuur. Boven de −2 °C zal het ontleden in het stabiele anion HTe− en een proton afstaan. De pKa van deze ionisatie bedraagt 2,6.

## Synthese
Waterstoftelluride kan bereid worden uit een reactie van een zout van tweewaardig telluur (Te2−), zoals natriumtelluride, met een sterk zuur.

## Structuur
De structuur van de molecule is vergelijkbaar met die van waterstofselenide, met dat verschil dat de bindingshoek H-Te-H ongeveer 90° bedraagt (bij waterstofselenide is die iets groter). De bindingslengte is wel beduidend groter (169 pm). Dit is te wijten aan de grotere atoomstraal van telluur (142 pm).

## Reactiviteit
Door de onstabiliteit van het tweevoudig hydride, is waterstoftelluride vrij reactief. Het kan eenvoudig geoxideerd worden tot water en zuiver telluur:
{\displaystyle {\ce {2 H2Te + O2 -> 2 H2O + 2 Te}}}
Het is qua zuursterkte vergelijkbaar met fosforzuur (pKa = 2,09) en chloorazijnzuur (pKa = 2,87). Waterstoftelluride reageert met een groot aantal metalen tot de overeenkomstige telluriden, waarbij waterstofgas vrijkomt. Een voorbeeld is de reactie met zilver, zodat zilvertelluride wordt gevormd:
{\displaystyle {\ce {2Ag + H2Te -> Ag2Te + H2}}}